# Burke (Texas)
Burke város az USA Texas államában, Angelina megyében. Lakosainak száma 691 fő (2020. április 1.).

## Népesség
A település népességének változása:

| 2010 | 737 |
| 2020 | 691 |